# LF (專輯)
《LF》是林峯第六張個人專輯，亦是同名專輯。「LF」是取自「林峯」的羅馬拼音（Lam Fung）的第一個字母。此專輯於2011年7月22日推出發行，隨碟附送6首Music Video，包括2首粵語歌MV及4首國語歌MV。

## 曲目列表
《林峯LF》共收錄了10首歌曲、5首過渡音樂及6首歌曲的音樂錄影帶（包括「CHOK」、「熱能放送」、「再一次（One More Time）」、「讓我愛你一小時」、「換個方式愛你」（國語版）、「愛在記憶中找你」（國語版））。
| 次序 | 歌曲名稱         | 作曲           | 填詞   | 編曲               | 監製                   | 時間  | 備註                                                  |
| 1    | LF               | Unleash        | ／     | Unleash            | ／                     | 00:27 | Music Only                                            |
| 2    | CHOK             | 鄧智偉、莊冬昕 | 陳少琪 | 鄧智偉、莊冬昕     | 鄧智偉、陳少琪、莊冬昕 | 04:02 | 第三首派台歌 遊戲節目《變身男女Chok Chok Chok》片尾曲 |
| 3    | Broken           | 鄧智偉、莊冬昕 | 黃厚霖 | 鄧智偉、莊冬昕     | 鄧智偉、莊冬昕         | 02:44 |                                                       |
| 4    | 11:53 P.M.       | Unleash        | ／     | Unleash            | ／                     | 00:42 | Music Only                                            |
| 5    | Baby Lady        | 鄧智偉、莊冬昕 | 黃厚霖 | 鄧智偉、莊冬昕     | 鄧智偉、莊冬昕         | 04:18 |                                                       |
| 6    | 03:16 A.M.       | Unleash        | ／     | Unleash            | ／                     | 00:28 | Music Only                                            |
| 7    | 試煉             | 鄧智偉         | 鄭櫻綸 | Johnny Yim         | 鄧智偉                 | 02:38 | 電視劇《不速之約》主題曲                              |
| 8    | 06:41 A.M.       | Unleash        | ／     | Unleash            | ／                     | 00:28 | Music Only                                            |
| 9    | Light Up My Life | 鄧智偉、莊冬昕 | 鄭櫻綸 | 鄧智偉、莊冬昕     | 鄧智偉、莊冬昕         | 03:16 | 第二首派台歌 電視劇《花花世界花家姐》主題曲           |
| 10   | 我很痛           | 鄧智偉         | 陳少琪 | Johnny Yim         | 陳少琪、鄧智偉、莊冬昕 | 03:44 |                                                       |
| 11   | How Deep         | 鄧智偉、莊冬昕 | 黃厚霖 | 鄧智偉、莊冬昕     | 鄧智偉、莊冬昕         | 03:14 |                                                       |
| 12   | OUTRASOUND       | Unleash        | ／     | Unleash            | ／                     | 01:47 | Music Only                                            |
| 13   | 似是而非（國）   | 藍又時         | 崔恕   | 曾津平@Solid Sound | 伍樂城@Baron Pro       | 04:03 | 電視劇《廣告風雲》主題曲                              |
| 14   | 人一個           | 伍樂城         | 林夕   | 伍樂城@Baron Pro   | 伍樂城@Baron Pro       | 04:10 |                                                       |
| 15   | 熱能放送         | 王雙駿         | 林若寧 | 王雙駿             | 王雙駿                 | 04:23 | 第一首派台歌 Light Up My Live林峯演唱會2011主題曲     |

## 所獲獎項
- 勁歌金曲優秀選第二回：得獎歌曲 - 《CHOK》
- 第八屆《勁歌王金曲金榜》全球華人樂壇年度音樂盛典：金曲獎 - 《CHOK》
- TVB8金曲榜頒獎典禮2011：全球觀眾最愛粵語歌曲 - 《CHOK》
- YAHOO!搜尋人氣大獎2011 ：人氣跳舞歌曲 -《CHOK》
- YAHOO!搜尋人氣大獎2011 ：搜尋人氣電視劇集主題曲 - 《Light Up My Life》
- SINA Music樂壇民意指數頒獎禮2011：Sina Music最高收視MV大獎 - 《CHOK》
- SINA Music樂壇民意指數頒獎禮2011： Sina Music最高收聽率20大歌曲 - 《CHOK》
- 十大勁歌金曲頒獎典禮2011：十大勁歌金曲 - 《CHOK》
- 十大勁歌金曲頒獎典禮2011：十大勁歌金曲金獎 - 《CHOK》
- 十大勁歌金曲頒獎典禮2011：最佳作曲獎 - 鄧智偉《CHOK》
- IFPI香港唱片銷量大獎頒獎典禮2011：十大銷量廣東唱片 - 《林峯LF》

## 銷售情況
- 2011年10月28日唱片公司為慶祝林峯推出的新專輯《LF》和《Light Up My Live演唱會DVD》取得四白金成績，舉行祝捷會為其慶功[1][2][3]。
- 《YesAsia.com 華語音樂產品2011排行榜》共分兩榜，分別為專輯榜和演唱會產品榜：專輯榜排名第十，演唱會產品榜排名第五。 （页面存档备份，存于）

## 外部連結
英皇娛樂官網
yesasia LF (CD+DVD+海報) （页面存档备份，存于）
因CHOK之名—林峯 （页面存档备份，存于）

## 資料來源
1. ↑  . EEG英皇娛樂集團. 2011年10月28日. （原始内容存档于2017-01-06）.
2. ↑  . 新浪娛樂. 2011年10月28日. （原始内容存档于2020年12月5日）.
3. ↑  . 開心香港娛樂. 2011年10月29日.[永久]